# Bressuire
Bressuire é um município francês, situado no departamento de Deux-Sèvres e a região Nova Aquitânia.  É o segundo pólo industrial e artesanal da região.

## Demografia
| 1962 | 1968  | 1975  | 1982  | 1990  | 1999  | - | - | - |
| --- | ----- | ----- | ----- | ----- | ----- | - | - | - |
| 12853 | 13814 | 16101 | 17366 | 17827 | 17799 | - | - | - |
| Para os censos de 1962 a 2006 a população legal corresponde à popolução sem duplicidades, segundo define o INSEE. |       |       |       |       |       |   |   |   |

## Cidades Irmãs
- Mequinenza, Espanha (1982)
- Fraserburgh, Escócia (1990)
- Hodac, Romênia (1990)
- Kpalimé, Togo (1991)
- Friedberg, Alemanha (1992)
- Leixlip, Irlanda (1992)
- Arica, Chile (1997)
- Riazan, Rússia (1997)
- Parczew, Polônia (1998)